# Magdalener SC
Der Magdalener Sportclub, kurz Magdalener SC, ist ein Fußballverein aus der Kärntner Stadt Villach, aus dem Stadtteil St. Magdalen. Der Verein gehört dem Kärntner Fußballverband (KFV) an und spielt seit der Saison 2022/23 in der 2. Klasse B, der siebthöchsten und damit niedrigsten Spielklasse.

## Geschichte
Der Magdalener SC war in den 1950er-Jahren fester Bestandteil der Kärntner Landesliga, der höchsten Spielklasse des Bundeslandes. In der Saison 1954/55 wurden die Villacher erstmals Kärntner Meister und stiegen somit in die zweitklassige Tauernliga auf. In dieser hielt sich Magdalen bis 1959, ehe die Liga aufgelöst wurde und der Verein wieder in die Landesliga zurück musste.
In der Saison 1966/67 wurde der Magdalener SC ein zweites Mal Kärntner Meister und stieg somit nach acht Spielzeiten in der Landesliga in die Regionalliga Mitte auf. Drei Mal gelang den Villachern der Klassenerhalt in der zweithöchsten Spielklasse, ehe man am Ende der Saison 1970/71 als Zwölfter wieder in die Kärntner Liga abstieg. Direkt nach dem Wiederabstieg gelang dem Verein allerdings direkt der dritte Meistertitel in der Landesliga, wodurch man in ab der Saison 1972/73 wieder zweitklassig war. In jener Spielzeit gelang den Kärntnern mit Rang sechs das beste Resultat in der Regionalligageschichte. In der Saison 1973/74 nahm Magdalen erstmals an der Hauptrunde des ÖFB-Cups teil, in der man allerdings am WSV Rosental aus der Steiermark scheiterte. Am Ende jener Saison musste man wieder in die Landesliga absteigen, nachdem die Regionalliga Mitte aufgelöst worden war.
In der darauffolgenden Spielzeit spielten die Villacher erneut im Cup. Diesmal besiegte man in der ersten Runde den Ligakonkurrenten SV St. Veit, ehe man in der zweiten Runde am SK Admira Linz scheiterte. Bis zum Ende der 1970er-Jahre war man fast immer im Cup vertreten (1976/77 nicht), kam hierbei jedoch nie über die zweite Runde hinaus. In der Saison 1976/77 erreichten die Villacher noch ihren bis heute letzten Kärntner Meistertitel und waren somit für das Playoff um den Aufstieg in die 2. Division qualifiziert. Magdalen schied jedoch bereits in der ersten Runde gegen den steirischen Meister Kapfenberger SV aus. Fortan ging es stetig bergab für die Villacher, 1989 folgte gar der Abstieg aus der Landesliga.
Zwischen 2001 und 2006 war der Magdalener SC wieder in der höchsten Kärntner Spielklasse vertreten, ehe der Verein am Ende der Saison 2005/06 erneut aus der Landesliga abstieg. In der fünftklassigen Unterliga West wurde Magdalen in der Saison 2007/08 hinter Rapid Lienz Vizemeister. Nachdem man in der darauffolgenden Spielzeit noch Dritter geworden war, ging es für die Villacher fortan eher immer Richtung Mittelfeld oder Abstiegszone. In der Saison 2013/14 war es dann schließlich auch soweit und die Magdalener mussten als Vorletzter in die sechstklassige 1. Klasse absteigen, in der man in den folgenden acht Jahren spielte. Am Ende der Saison 2021/22 ging es für die Magdalener als Tabellenvorletzter noch eine Liga tiefer in die niedrigste Spielklasse, die 2. Klasse.